# Premier ministre du Yémen
Le Premier ministre de la république du Yémen est le chef du gouvernement du Yémen.
D'après la Constitution du Yémen, le Premier ministre est nommé par le président et doit lui et son cabinet, recevoir un vote de confiance de la chambre des représentants.
L'actuel Premier ministre du Yémen est Salem Saleh ben Braik.